# Melanospermum transvaalense
Melanospermum transvaalense là một loài thực vật có hoa trong họ Huyền sâm. Loài này được (Hiern) Hilliard mô tả khoa học đầu tiên năm 1988.